# Пяйяне
Пяйяне (на фински: Päijänne) е второто по големина езеро във Финландия (провинция Западна Финландия). Площ 1082,9 km², обем 15,39 km³, средна дълбочина 16,2 m, максимална 95,3 m.

## Географско характеристика
Езерото Пяйяне е разположено в южната част на Финландия, в провинция Западна Финландия. Заема обширно удължено от север на юг понижение с ледниково-тектонски произход, с дължина 140 km и максимална ширина от запад на изток 28 km. Има силно разчленена, висока и залесена брегова линия с дължина 2789 km с множество заливи, полуострови и острови, като най-големите са Вирмайлансаари, Салонсаари, Юдинсало, Онкисало, Паатсало и др. Дели се на наколко сравнително обособени водни басейна, които се свързват помежду си чрез протоци и канали. Подхранва се от няколко реки, най-големи от които са Ямсянйоки, Аутийоки. Оттича се на югоизток чрез система от няколко по-малки езера и протоци между тях, принадлежащи към водосборния басейн на река Кюмийоки, вливаща се във Финския залив на Балтийско море.
Водосборният басейн на Пяйяне е с площ 26 459 km². Разположено е на 78,3 m н.в., като колебанията на водното му ниво през годината са незначителни и плавни, с малко по-високо ниво през лятото. По този начин годишният му отток е почти постоянен и с малки отклонения. Замръзва през декември, а се размразява през април.

## Стопанско значение, селища
Езерото е важна туристическа дестинация през зимата, когато е замръзнало и през лятото за отдих и лагеруване. По бреговете му са изградени множество почивни, спортни и туристически бази. Има туристическо корабоплаване. Спортен риболов. От езерото е изграден близо 100-километров подземен водопровод, който захранва с питейна вода столицата Хелзинки. През 1993 г. е пуснат в експлоатация плавателен канал, който го свързва с разположеното по̀ на север езеро Кейтеле, като по този начин дължината на плавателния участък по системата от езера надхвърла 400 km. По силно разчленените му брегове са разположени множество населени места, като най-големите са градовете Лахти, Ювяскюля, Сюсмя, Асикала, Корпилахти, Кухмойнен, Луханка, Муураме, Падасйоки и др.